# Revista de Políticas Públicas
A Revista de Políticas Públicas ou Revista de Políticas Públicas da UFMA é um periódico científico editado pelo Programa de Pós-Graduação em Políticas Públicas da Universidade Federal do Maranhão que publica artigos científicos no campo de políticas públicas. Publicada desde seu lançamento em 1995, esta revista está indexada em várias bases como Latindex e DOAJ.
Na avaliação do Qualis realizada pela Coordenação de Aperfeiçoamento de Pessoal de Nível Superior (CAPES), este periódico foi classificado no extrato A2 para a área de Serviço social e B1 nas áreas de Ciências ambientais, Planejamento Urbano/Demografia e Sociologia.